# Nozu Michitsura

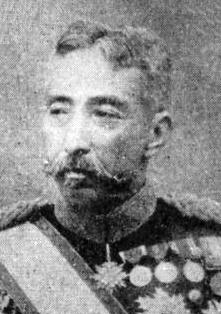
Nozu Michitsura

Nozu Michitsura (野津道貫, 17 de dezembro de 1840 – 18 de outubro de 1908) foi um marechal de campo japonês e uma figura importante nos primórdios da Marinha Imperial Japonesa.

## Biografia
Nasceu em Kagoshima, filho de um samurai do domínio Satsuma. Nozu participou na Guerra Boshin. Em 1871 foi nomeado como major e posteriormente lutou contra os que haviam sido seus colegas na Rebelião Satsuma. Em 1878 se converteu comandante do distrito militar de Tóquio. Junto com o ministro da guerra do Japão, Ōyama Iwao, visitou a Europa para examinar os sistemas militares de vários países europeus, e em seu regresso foi nomeado comandante do distrito militar de Hiroshima e nomeado general em 1894.
Durante a Primeira Guerra Sino-Japonesa, Nozu liderou a divisão de Hiroshima na Batalha de Pyonyang (1894). Foi designado por Yamagata Aritomo como comandante chefe da Marinha Japonesa da Manchúria e permaneceu nesse posto durante o resto da guerra. Depois deste conflito teve diferentes cargos incluindo Comandante da Guarda Imperial Japonesa, inspetor general de treinamento militar e membro do conselho de guerra.  
Por seus serviços, o Imperador Meiji lhe concedeu o título de Visconde (“Shishaku”) em 1895. 
Nozu comandou a quarta marinha japonesa na Guerra Russo-Japonesa, e foi promovido a marechal de campo em 1906. Seu título foi elevado a de Koshaku (marquês) em 1906.
As condecorações de Nozu a Ordem da Insignia Dourada (1ª classe) e o Grande Cordão da Suprema Ordem de Crisântemo.
Sua tumba se encontra no cemitério de Aoyama, no centro de Tóquio.